# 花蓮港廳
花蓮港廳（日语：〔〕／ Karenkō chō）是台灣日治時期設置的行政區劃之一，設置於明治42年（1909年）10月至昭和20年（1945年），原為臺東廳的一部分。二戰後，於1946年1月改制為現今的花蓮縣。

## 沿革
花蓮港廳的範圍在日治時期初期1895年5月是由台南縣台東出張所管轄，於1896年4月改為台南縣台東支廳。臺東廳於1897年5月新設後，於同年10月在花蓮地區設立了奇萊辦務署（管轄蓮鄉）、水尾辨務署（管轄奉鄉、新鄉），1898年6月10月，設立花蓮港出張所，此為「花蓮港」名稱之始。
1899年11月，臺灣總督兒玉源太郎到花蓮視察時，因考量當時位在花蓮溪口北側的花蓮港街距離海岸太近，常受到海浪侵襲，建議將市區移到較內陸的安全地點，於是在1900年9月9日，花蓮港出張所公告遷到花崗山西側的「新港街」。1900年5月3日，設立璞石閣出張所，管轄新鄉及部分奉鄉，花蓮港出張所管轄蓮鄉及部分奉鄉。1901年11月11日，花蓮港及璞石閣出張所改為花蓮港支廳、璞石閣支廳。於1909年10月25日，台灣原有之二十廳改制為十二廳之際，台東廳下的花蓮港支廳和璞石閣支廳合併成立花蓮港廳，亦至此脫離台東廳成為獨立的行政區。

## 行政區劃

### 1909年後 (直轄、支廳-區)
- 1909年：10月25日，廳治設於花蓮港，下轄璞石閣支廳。
- 1910年：2月27日，馬於文社改稱「舞鶴社」。
- 1911年：8月3日，日本人移民村編入一般行政單位，花蓮港廳下有林田村、豐田村、吉野村、賀田村(賀田庄、吳全城庄合併)、平野村、長良村、末廣村、瑞穗村、大和村。
- 1914年：2月8日，太巴塱區長役場從太巴塱庄遷移至馬太鞍社，並改稱「馬太鞍區」。5月23日，花蓮港廳實施街庄整併。9月21日，新設新城支廳、內タロコ支廳（內太魯閣支廳）。
- 1915年：7月10日，大港口區長役場從大港口庄遷移至貓公社，並改稱「貓公區」。
- 1916年：10月13日，新設鳳林支廳。
- 1917年：10月1日，花蓮港廳直轄的花蓮港街改稱「花蓮港」，鯉魚尾社改稱「壽村」。鳳林支廳的鳳林庄改稱「鳳林」，並新設「萬里橋村」，水尾區改名為「瑞穗區」，水尾庄併入瑞穗村。璞石閣支廳改稱「玉里支廳」，迪佳區改稱「三笠區」，迪佳庄改稱「三笠村」，針塱社併入末廣村， 璞石閣區改稱「玉里區」，璞石閣庄改稱「玉里」[5]。

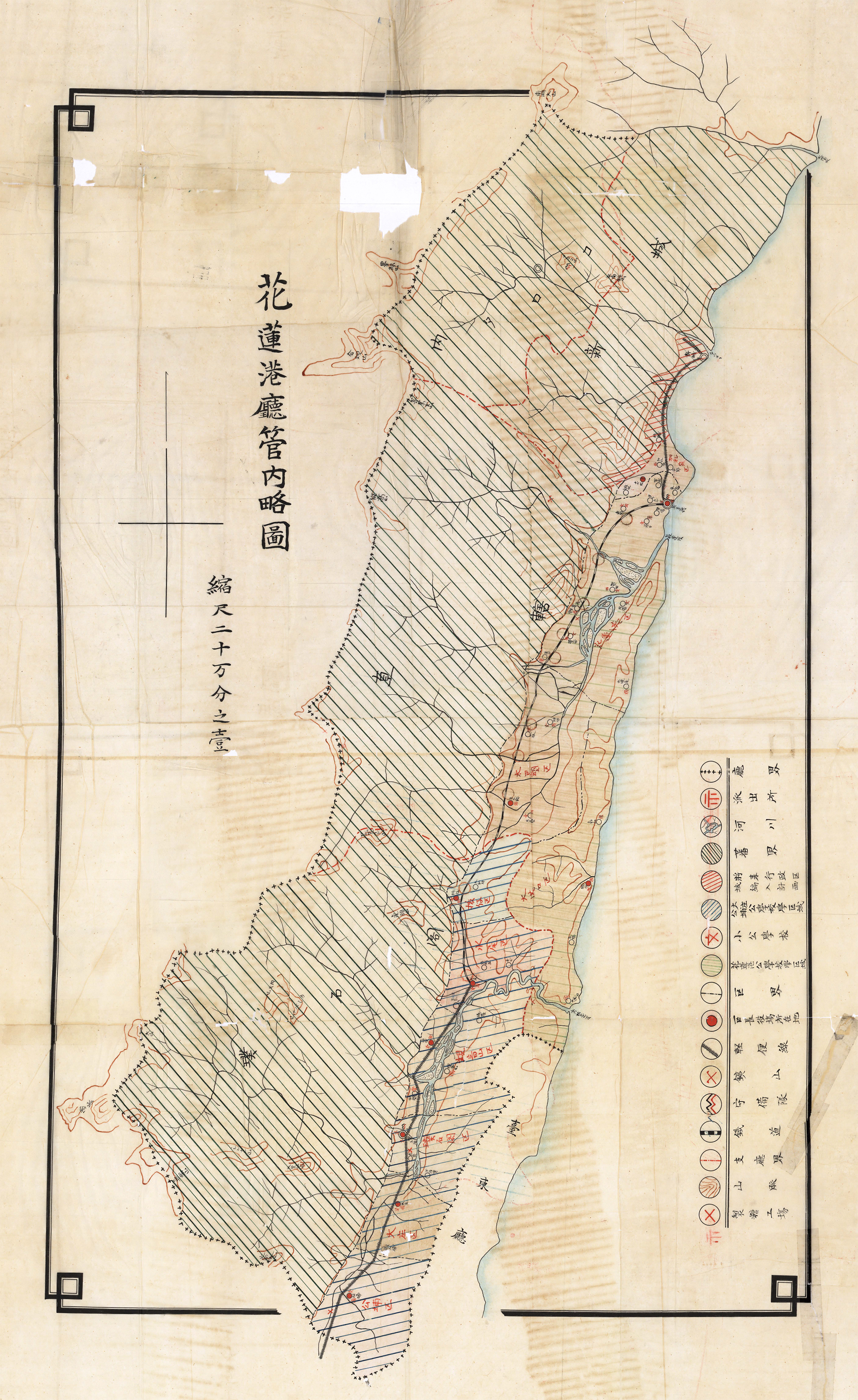
1910年花蓮港廳(直轄、璞石閣支廳)

| 所轄別       | 區       | 管轄區域 | 管轄區域                                                                                             |              |
| 所轄別       | 區       | 鄉       | 街社庄 (粗體為區役場所在)                                                                            | 備註         |
| ------------ | -------- | -------- | --- | ------------ |
| 直轄         | 花蓮港區 | 蓮鄉     | 賀田村、壽村、豐田村、花蓮港、里漏社、米崙庄、軍威庄、吉野村（原稱七腳川社）、荳蘭社、薄薄社、月眉庄 |              |
| 直轄         | 加禮宛區 | 蓮鄉     | 加禮宛庄、平野村、歸化社、十六股庄                                                                   |              |
| 鳳林支廳     | 鳳林區   | 奉鄉     | 鳳林、六階鼻庄、林田村、萬里橋村                                                                     |              |
| 鳳林支廳     | 馬太鞍區 | 奉鄉     | 太巴塱社、馬太鞍社                                                                                   |              |
| 鳳林支廳     | 貓公區   | 奉鄉     | 大港口庄、納納庄、石梯庄、新社、加路蘭庄、姑律庄、貓公社、水璉尾庄                                   |              |
| 鳳林支廳     | 瑞穗區   | 奉鄉     | 瑞穗村、拔仔庄、大和村、奇密社、烏鴉立社、舞鶴社                                                     | 原稱水尾區   |
| 玉里支廳     | 三笠區   | 奉鄉     | 觀音山庄、末廣村、織羅社、三笠村                                                                     | 原稱迪佳區   |
| 玉里支廳     | 玉里區   | 奉鄉     | 玉里、長良村、下朥灣社                                                                               | 原稱璞石閣區 |
| 玉里支廳     | 大庄區   | 新鄉     | 頭人埔庄、大庄                                                                                       |              |
| 玉里支廳     | 公埔區   | 新鄉     | 堵港埔庄、公埔庄                                                                                     |              |
| 新城支廳     | -        |          | - |              |
| 內タロコ支廳 | -        |          | - |              |

### 1920年後 (支廳-街庄區)
1920年（大正9年）9月1日，原花蓮港廳直轄及四支廳改為花蓮支廳、玉里支廳、研海支廳。原鳳林支廳併入花蓮支廳，而原花蓮港廳直轄的花蓮港區拆分為「花蓮港街」、「吉野區」、「平野區」、「壽區」，加禮宛區併入平野區；原鳳林區、馬太鞍區合併為「鳳林區」；貓公區更名為「新社區」；瑞穗區維持不變。玉里支廳維持不變，轄下原三笠區、玉里區合併為「玉里庄」，原大庄區、公埔區合併為「大庄區」。新城支廳、內タロコ支廳合併為研海支廳。
| 支廳     | 街/庄/區       | 管轄區域 (粗體為街庄區役場所在) |
| -------- | -------------- | --- |
| 研海支廳 | 未設街庄區地域 | 68處蕃社 |
| 花蓮支廳 | 花蓮港街       | 花蓮港 |
| 花蓮支廳 | 吉野區         | 吉野村 |
| 花蓮支廳 | 平野區         | 薄薄、里漏、荳蘭、軍威、米崙、平野村、加禮宛、十六股、歸化 |
| 花蓮支廳 | 壽區           | 賀田村、壽村、月眉、豐田村 |
| 花蓮支廳 | 鳳林區         | 鳳林、林田村、萬里橋村、六階鼻、馬太鞍、太巴塱 |
| 花蓮支廳 | 新社區         | 水璉尾、加路蘭、新社、貓公、姑律、石梯、大港口、納納 |
| 花蓮支廳 | 瑞穗區         | 拔子、大和村、烏鴉立、瑞穗村、奇密、舞鶴 |
| 花蓮支廳 | 未設街庄區地域 | バトラン社、ムキドヨン社、ムクムゲ社、ムキイボ社、木瓜社、大直、初音、サカヘン社、コロバイシ社、銅文蘭、七腳川、朝日、天長、奇萊溪、聯帶山、タガハン社、バーナオ社、スブスバナン社、馬里勿社、マホワン社 |
| 玉里支廳 | 玉里庄         | 玉里、三笠村、末廣村、長良村、下朥灣、織羅、觀音山 |
| 玉里支廳 | 大庄區         | 大庄、頭人埔、公埔、堵港埔 |
| 玉里支廳 | 未設街庄區地域 | コソン社、マフラン社、卓溪社、イソガン社、掃叭社、ロブサン社、タビラ社、清水社、ナモガン社、シロバタン社、カシン社、ババフル社                                                                           |

1922年4月1日，研海支廳的部分蕃地改編為「研海區」，部分蕃社編入大字。1926年10月31日，花蓮支廳平野區「米崙」改隸花蓮港街。1928年2月20日，自花蓮支廳分出鳳林支廳，下轄原花蓮支廳下的鳳林區、新社區、瑞穗區，此時花蓮港廳下設有四支廳、二街庄、八區。1930年5月17日，研海支廳轄下的ボゴロフ社、バゼック社改劃入花蓮支廳壽區。1932年7月1日，部分蕃地的行政區劃調整。

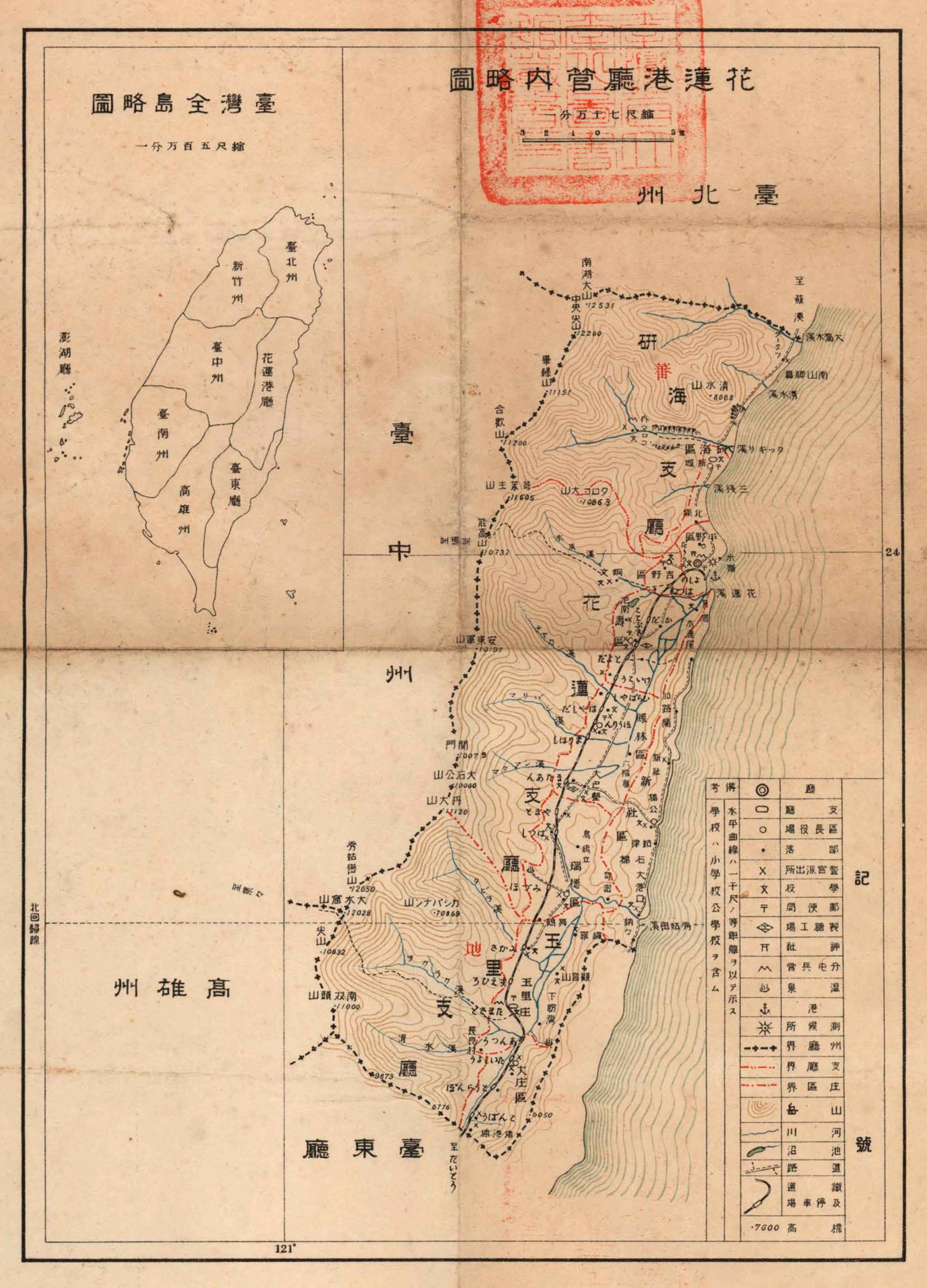
約1922至1928年間的花蓮港廳(研海支廳、花蓮支廳、玉里支廳)

1930年花蓮港廳(研海支廳、花蓮支廳、鳳林支廳、玉里支廳)

| 支廳     | 區名           | 管轄區域 (粗體為街庄區役場所在) |
| -------- | -------------- | --- |
| 研海支廳 | 研海區         | 新城、北埔 |
| 研海支廳 | 未設街庄區地域 | 65處蕃社 |
| 花蓮支廳 | 花蓮港街       | 花蓮港、米崙 |
| 花蓮支廳 | 吉野區         | 吉野村 |
| 花蓮支廳 | 平野區         | 薄薄、里漏、荳蘭、軍威、平野村、加禮宛、十六股、歸化 |
| 花蓮支廳 | 壽區           | 賀田村、壽村、月眉、豐田村 |
| 花蓮支廳 | 未設街庄區地域 | バトラン社、ムキドヨン社、ムクムゲ社、ムキイボ社、木瓜社、大直、初音、サカヘン社、コロバイシ社、銅文蘭、七腳川、朝日、天長、奇萊溪、聯帶山、ボゴロフ社、バゼック社 |
| 鳳林支廳 | 鳳林區         | 鳳林、林田村、萬里橋村、六階鼻、馬太鞍、太巴塱 |
| 鳳林支廳 | 新社區         | 水璉尾、加路蘭、新社、貓公、姑律、石梯、大港口、納納 |
| 鳳林支廳 | 瑞穗區         | 拔子、大和村、烏鴉立、瑞穗村、奇密、舞鶴 |
| 鳳林支廳 | 未設街庄區地域 | タガハン社、バーナオ社、スブスバナン社、馬里勿社、マホワン社 |
| 玉里支廳 | 玉里庄         | 玉里、三笠村、末廣村、長良村、下朥灣、織羅、觀音山 |
| 玉里支廳 | 大庄區         | 大庄、頭人埔、公埔、堵港埔 |
| 玉里支廳 | 未設街庄區地域 | コソン社、マフラン社、卓溪社、ババホン社、イソガン社、掃叭社、ロブサン社、タビラ社、清水社、ナモガン社、シロバタン社、カシン社、ババフル社                         |

### 1937年10月後：街庄制

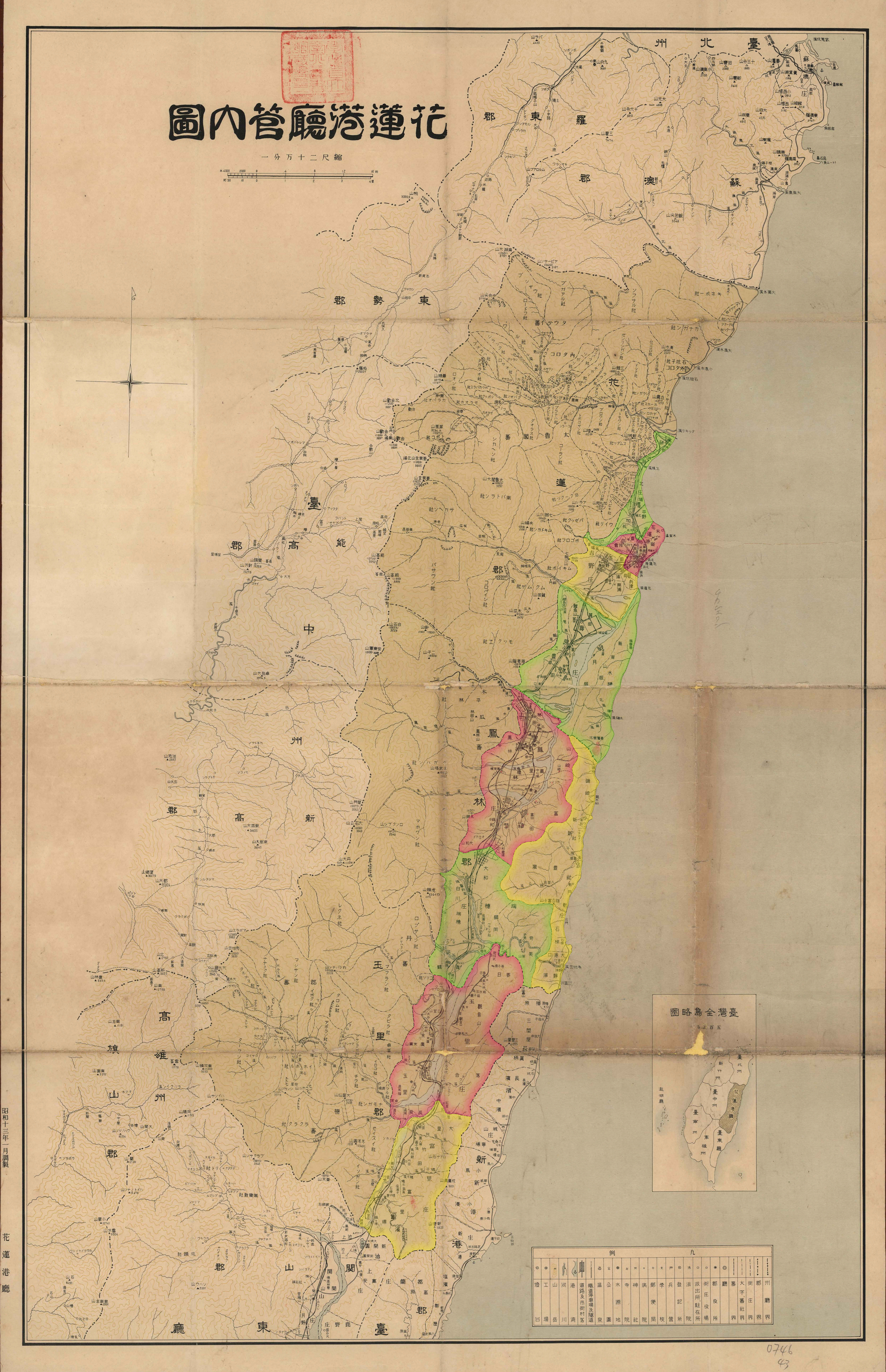
1938年花蓮港廳(花蓮港市、花蓮郡、鳳林郡、玉里郡)

花蓮港廳於昭和12年（1937年）10月1日，與台東廳開始實施街庄制，改支廳為郡、改區為街庄。花蓮港街與部分平野區合併為花蓮港街；原花蓮支廳、研海支廳及鳳林支廳的水璉尾合併改設花蓮郡，原吉野區和部分平野區合併為「吉野庄」，原壽區及水璉尾合併為「壽庄」，原研海區和部分平野區合併為「研海庄」；原鳳林支廳的其餘部分改為鳳林郡，鳳林區改為「鳳林庄」，新社區改為「新社庄」，瑞穗區改為「瑞穗庄」；玉里庄、大庄區合併為玉里郡，大庄區改稱「富里庄」。
1938年2月11日，玉里庄升格為「玉里街」。1940年6月17日，鳳林庄升格為「鳳林街」。1940年10月28日，花蓮港街升格為「花蓮港市」。至昭和20年（1945年），花蓮港廳共管轄一市、三郡。
| 花蓮港廳行政區劃（1937～1945年）           |
| a 花 蓮 郡 鳳 林 郡 玉 里 郡 - a：花蓮港市 |

### 市、郡
| 編號 | 名稱     | 假名（歷史假名遣） | 轄屬區域    | 治所     | 備註                           |
| ---- | -------- | ------------------ | ----------- | -------- | ------------------------------ |
| 1    | 花蓮港市 | くわれんかうし     | 5大字       | 花蓮港   | 1940年由花蓮港街升格，今花蓮市 |
| 2    | 花蓮郡   | くわれんぐん       | 3庄1蕃地    | 花蓮港市 |                                |
| 3    | 鳳林郡   | ほうりんぐん       | 1街2庄1蕃地 | 鳳山街   |                                |
| 4    | 玉里郡   | たまざとぐん       | 1街1庄1蕃地 | 玉里街   |                                |

### 街、庄
| 郡       | 名稱   | 備註                   |
| -------- | ------ | ---------------------- |
| 花 蓮 郡 | 吉野庄 | 今吉安鄉               |
| 花 蓮 郡 | 壽庄   | 今壽豐鄉               |
| 花 蓮 郡 | 研海庄 | 今新城鄉               |
| 花 蓮 郡 | 蕃地   | 今秀林鄉               |
| 鳳 林 郡 | 鳳林街 | 今鳳林鎮、光復鄉一部分 |
| 鳳 林 郡 | 瑞穗庄 | 今瑞穗鄉、光復鄉一部分 |
| 鳳 林 郡 | 新社庄 | 今豐濱鄉               |
| 鳳 林 郡 | 蕃地   | 今萬榮鄉               |
| 玉 里 郡 | 玉里街 | 今玉里鎮               |
| 玉 里 郡 | 富里庄 | 今富里鄉               |
| 玉 里 郡 | 蕃地   | 今卓溪鄉               |

## 人口
昭和16年（1941年）當時的統計
- 總人口：153,785人
  - 詳細包含
    - 內地人（日本人）：20,914人
    - 台灣人：130,720人
    - 朝鮮人：119人
    - 其他：2,032人

| 郡市名   | 面積 （km²） | 人口（人） | 人口（人） | 人口（人） | 人口（人） | 人口（人） | 人口（人） | 人口密度 （人/km²） |
| 郡市名   | 面積 （km²） | 本國籍     | 本國籍     | 本國籍     | 外國籍     | 外國籍     | 計         | 人口密度 （人/km²） |
| 郡市名   | 面積 （km²） | 臺灣       | 內地       | 朝鮮       | 中華民國   | 其他國家   | 計         | 人口密度 （人/km²） |
| -------- | ------------ | ---------- | ---------- | ---------- | ---------- | ---------- | ---------- | ------------------- |
| 花蓮港市 | 29.4095      | 27,160     | 11,644     | 109        | 900        | 0          | 39,813     | 1,354               |
| 花蓮郡   | 1,953.8854   | 36,180     | 5,346      | 50         | 581        | 0          | 42,157     | 22                  |
| 鳳林郡   | 1,196.0917   | 44,650     | 3,074      | 1          | 506        | 0          | 48,231     | 40                  |
| 玉里郡   | 1,449.1847   | 35,681     | 1,747      | 14         | 268        | 0          | 37,710     | 26                  |
| 花蓮港廳 | 4,628.5713   | 143,671    | 21,811     | 174        | 2,255      | 0          | 167,911    | 36                  |

## 地方首長

### 支廳長

#### 1909年後
- 新城支廳長：下山又喜（兼任，1915年）、伊關喜一（1916年~1917年）、佐佐木陽之介（代理，1918年~）、宮原佐尚（1919年~）、佐佐木陽之介（代理，~1920年）
- 內タロコ支廳長：永井國次郎（1915年~1920年）
- 鳳林支廳長：岩下實業（1917年~）、川田忠吉（1918年~1919年）、中園彪（~1920年）
- 玉里（原璞石閣）支廳長：青木文三郎（1909年~1912年）、池邊正實（1913年~1914年）、柳彥造（1915年~1917年）、松尾溫爾（1918年~1920年）

#### 1920年後
- 研海支廳長：永井國次郎（1920年9月1日~1925年）[14]、古藤齊助（1926年~）、助廣三郎（1928年~）、磯貝九市（1929~1932年）、清水倉太（1933~1934年）、荒尾角次（1935年~）、坪鄉雪治（1936~1937年）
- 花蓮支廳長：宮原佐尚（1920年9月1日～1924年）、宮崎末彥（1925~1930年）、古藤齊助（1931~1934年）、坪鄉雪治（1935年~）、清水倉太（1936年~）、蓬田吉兵衛（~1937年10月1日）
- 鳳林支廳長：渡邊柳三（1928~1930年）、清水倉太（1931~1932年）、山中秀樹（1933~1934年）、五十嵐重藏（1935年~）、荒尾角次（1936~1937年）
- 玉里支廳長：松尾溫爾（1920年9月1日~1924年）[14]、宮原佐尚（1925~1926年）、古藤齊助（1928年~1930年）、渡邊柳三（1931~1934年）、清水倉太（1935年~）、五十嵐重藏（1936年~1937年）

## 設施

### 教育
- 1927年設立花蓮港高等女學校，1937年改稱花蓮港廳立高等女學校（今國立花蓮女子高級中學）。
- 1936年6月花蓮地方熱心教育人士捐資興建設立花蓮港中學校，1937年10月改為花蓮港廳立花蓮港中學校（今國立花蓮高級中學）。
- 1940年設立花蓮港廳立工業學校（今國立花蓮高級工業職業學校），為著名的八大省工之一。
- 1921年設立花蓮港簡易農學校，1941年改名花蓮港廳立花蓮港農林學校（今國立花蓮高級農業職業學校）。

### 醫療
- 台灣總督府花蓮港病院（今衛福部花蓮醫院）
- 台灣總督府花蓮港病院玉里分院
- 台南陸軍病院花蓮港分院
- 台南陸軍病院玉里分院
- 台灣總督府鐵道部台北鐵道病院花蓮港分院

### 法院（裁判所）
昭和20年（1945年）當時設有
- 台北地方法院花蓮港支部

### 警察
昭和20年（1945年）當時設有
- 花蓮港廳警務課
  - 花蓮港警察署
  - 花蓮郡警察課
  - 鳳林郡警察課
  - 玉里郡警察課

### 神社
- 花蓮港神社
- 吉野神社
- 豐田神社
- 林田神社
- 佐久間神社

## 交通

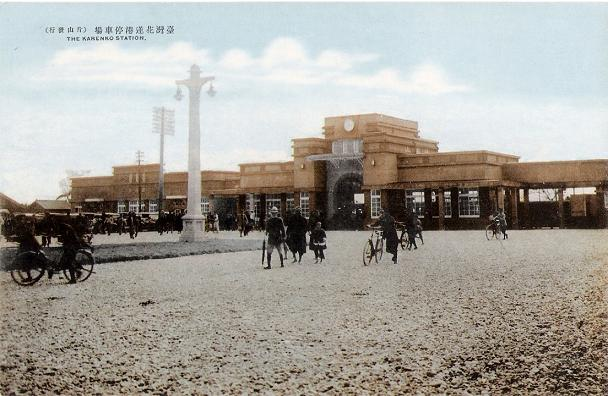
花蓮驛

### 總督府鐵道
昭和19年（1944年）當時路線包括
- 台東線

### 指定道路
昭和14年（1939年）當時包含以下「指定道路」
- 花蓮港台東道 （今省道台九線，花東縱谷公路：花蓮→台東）
- 上大和台東道（今省道台十一甲線：光復→豐濱。省道台十一線：豐濱→靜浦，台十一線花蓮至豐濱為戰後興築。）
- 富里都蘭道（今省道台23線，富里→東河）
- 瑞穗落合道（今縣道193線：瑞穗→玉里樂合）
- 花蓮港初音道 （今省道台九丙線：花蓮→吉安→銅門）
- 初音壽道 （今台九丙線：銅門→鯉魚潭→壽豐）
- 蘇澳花蓮港道 （今台九線，蘇花公路）

### 港灣
昭和13年（1938年）當時
- 花蓮港

## 国立公園
- 次高太魯閣國立公園（次高タロコ国立公園，雪霸國家公園、太魯閣國家公園前身）
- 新高阿里山國立公園（新高阿里山国立公園，玉山國家公園、阿里山國家風景區前身）

## 照片
- 玉里街頭演習
- 吉野村的農家